# Nekrofilia
Nekrofilia (ang. necrophilia z gr. νεκρός, nekrós – „martwy”, φιλία, filía – „miłość”; inne nazwy: tanatofilia, nekrolagnia) – zaburzenie preferencji seksualnych; stan, w którym bodźcem stymulującym seksualnie mogą być jedynie ludzkie zwłoki. Skłonność ta może być jednak wygeneralizowana do wszystkich obiektów, które danej jednostce kojarzą się ze śmiercią bądź zwłokami (np. śpiące osoby).
O przypadkach nekrofilii wspominał już Herodot.
- Jest szczególnym rodzajem fetyszyzmu, w którym rolę fetyszu odgrywają zwłoki ludzkie.
- Zaburzenie to może być skojarzone ze skłonnościami sadystycznymi.
- Trzecią grupą osób, u których można diagnozować nekrofilię, są osoby zawodowo kontaktujące się ze zwłokami, dla których profanacja zwłok może być wynikiem głodu seksualnego lub zastępczym działaniem seksualnym. Rysy nekrofilne mogą przejawiać się w skłonności do praktyk ze śpiącymi lub nieprzytomnymi (cechy tanatofilii). Profanacja zwłok w celach seksualnych może wiązać się także z: alkoholizmem, deficytem intelektualnym oraz zaburzeniami psychicznymi (jak schizofrenia).

## Leczenie
Leczenie nekrofilii jest podobne do leczenia większości parafilii. Poza zaleceniem leczenia związanej z nią psychopatologii, niewiele wiadomo na temat leczenia nekrofilii. Nie zebrano wystarczającej liczby nekrofilów, aby ustalić jakiekolwiek skuteczne metody leczenia. Jednak na podstawie dostępnych danych sugeruje się klinicystom, aby:
- ustalić, czy pacjent ma nekrofilię czy nie,
- leczenie wszelkich psychopatologii, które są związane z nekrofilią,
- nawiązać kontakt psychoterapeutyczny,
- podawać mężczyznom z podwyższonym popędem seksualnym antyandrogeny,
- pomóc pacjentom w znalezieniu normalnego związku seksualnego,
- pomóc przekierować fantazje nekrofilne na żywy obiekt poprzez desensytyzację[5].

## Studium przypadków
Seryjny morderca Jeffrey Dahmer (1960–1994) znany był z tego, że przed rozczłonkowaniem zwłok swoich ofiar uprawiał seks oralny lub masturbował się, albo jedno i drugie. W nieodgadnionych, nagranych wywiadach ze swoją obrończynią, Wendy Patrickus, Jeffrey Dahmer wprost stwierdził, że uprawiał seks ze swoimi ofiarami przed i po ich śmierci. Tłumaczył, że chciał pozostać z daną osobą jak najdłużej, zachowując wybrane organy, tkanki szkieletowe i kości swoich ofiar.
Dennis Nilsen (1945–2018) był szkockim seryjnym mordercą zwanym „Mordercą z Muswell Hill”, który powiązał śmierć i intymność. W 1978 roku Nilsen popełnił swoje pierwsze morderstwo i odbył stosunek ze zwłokami ofiary, przechowując ciało przez miesiące przed utylizacją. Według doniesień Nilsen do czasu aresztowania wykorzystywał seksualnie zwłoki różnych ofiar.